# Gatelite-(Ce)
La gatelite-(Ce) (simbolo IMA: Gat-Ce) è un raro minerale del supergruppo della gatelite, all'interno del quale occupa un posto nel "gruppo della gatelite"; appartiene alla famiglia dei "silicati" e alla sottofamiglia dei sorosilicati, e possiede formula chimica (Ca,Ce)4(Al,Mg,Fe)4(Si2O7)(SiO4)3(O,F,OH)3.

## Etimologia e storia
La gatelite-(Ce) è un minerale scoperto nel giacimento di talco di Trimouns a Luzenac nel dipartimento di Ariège nei Pirenei francesi approvato dall'Associazione Mineralogica Internazionale (IMA) nel 2001. Il nome è stato attribuito in onore di Pierre Gatel, fondatore dell'Association Française de Microminéralogie.

## Classificazione
La classica nona edizione della sistematica dei minerali di Strunz, aggiornata dall'IMA fino al 2009, elenca la gatelite-(Ce) nella classe "9. Silicati (germanati)" e da lì nella sottoclasse "9.B Sorosilicati"; questa viene ulteriormente suddivisa in base alla coordinazione dei cationi coinvolti in modo tale da trovare la gatelite-(Ce) nella sezione "9.BG Sorosilicati con gruppi misti SiO4 e Si2O7; cationi in coordinazione ottaedrica [6] e superiore" dove è l'unico membro del sistema nº 9.BG.50.
Tale classificazione resta invariata anche nell'edizione successiva, proseguita dal database "mindat.org", con la differenza che la gatelite-(Ce) forma il sistema 9.BG.50	insieme a ferriperbøeite-(Ce), perbøeite-(La), perbøeite-(Ce) e ferriperbøeite-(La).
Nella Sistematica dei lapis (Lapis-Systematik) di Stefan Weiß la gatelite-(Ce) è elencata nella classe dei "silicati" e nella sottoclasse dei "sorosilicati"; qui si trova nella sezione dei "sorosilicati con gruppi misti SiO4 e Si2O7; cationi in coordinazione ottaedrica [6] e maggiore" dove forma il sistema nº VIII/C.23.
Anche la classificazione dei minerali secondo Dana, usata principalmente nel mondo anglosassone, elenca la gatelite-(Ce) nella famiglia dei "silicati"; qui è nella classe dei "sorosilicati - gruppi tetraedrici isolati, misti, singoli e più grandi" e nella sottoclasse dei "sorosilicati - gruppi tetraedrici isolati, misti, singoli e più grandi con cationi in [6] e coordinazione superiore; gruppi singoli e doppi (n=1,2)", dove forma il "gruppo dell'epidoto (sottogruppo della clinozoisite)" insieme ad allanite-(Ce), allanite-(La), allanite-(Y), clinozoisite, dissakisite-(Ce), dollaseite-(Ce), epidoto, khristovite-(Ce), mukhinite, piemontite, ferriallanite-(Ce), västmanlandite-(Ce), dissakisite-(La) e vanadoandrosite-(Ce) con il numero di sistema 58.02.01a.

## Abito cristallino
La gatelite-(Ce) cristallizza nel sistema monoclino nel gruppo spaziale P21/a con i paramteri reticolari a = 17,77 Å, b = 5,651 Å, c = 17,458 Å e β = 116,18°, oltre ad avere 4 unità di formula per cella unitaria.

## Origine e giacitura
La gatelite-(Ce) è stata trovata associata con pirite, aeschynite-(Y), dissakisite-(Ce), dolomite, törnebohmite-(Ce), talco e quarzo. Si è formata nelle ultime fasi di cristallizzazione nelle porzioni dolomitiche di un giacimento di talco.
Il minerale è assai raro ed è stato trovato solo nella sua località tipo, la miniera di talco di "Trimouns" (42.80444°N 1.8025°E) presso Foix in Occitania (Francia); nel campo minerario di "Old Morberg", nella miniera di "Malmkärra" e nella miniera di "Stålklockan", tutte nel Västmanland (Svezia); presso Kyshtym nell'oblast' di Čeljabinsk (Russia); nel deposito di "Taiping" nella contea di Xixia (nello Henan, Cina).

## Forma in cui si presenta in natura
La gatelite-(Ce) è stata rinvenuta in piccoli cristalli ben formati di forma allungata e striati lungo [010]. I cristalli sono concresciuti con la törnebohmite-(Ce). Il minerale è trasparente con lucentezza vitrea; è incolore, mentre il suo striscio sulla mattonella di prova è bianco.